# Lucifer Rising
Lucifer Rising ist ein avantgardistischer Kurzfilm des US-amerikanischen Regisseurs Kenneth Anger. Obwohl der Film 1972 praktisch fertiggestellt war, wurde er erst in den 1980er Jahren in größerem Umfang verbreitet, nachdem Bobby Beausoleil den Soundtrack geliefert hatte. 

## Entstehungsgeschichte
Anger wurde von Aleister Crowleys Beschreibungen Luzifers als des lichtbringenden Engels beeinflusst und von Crowleys Gedicht „Hymn to Lucifer“ inspiriert. Anger, Okkultist und Anhänger der Crowleanischen Religion Thelema, sagte dazu: „Luzifer ist der Lichtgott, nicht der Teufel - der rebellische Engel hinter dem, was heute in der Welt geschieht. Seine Botschaft ist, dass der Schlüssel zur Freude der Ungehorsam ist.“ Der fest in der Gegenkultur verankerte Film sollte dabei das anbrechende Wassermannzeitalter durch die symbolisierte Ankunft des Lichtbringers zelebrieren. Ende 1966 war ein junger Musiker namens Bobby Beausoleil bei Anger eingezogen, den er zu seinem Luzifer erklärte. Beide hatten sich zuvor in der Gegenkulturszene von San Francisco kennengelernt. Während seines Aufenthalts in Angers Wohnung informiert sich Beausoleil in Angers Privatbibliothek über Mythologie und Thelema. Beausoleil diente in dieser Zeit als Angers Chauffeur, und gemeinsam besuchten sie gegenkulturelle Veranstaltungen wie das Human Be-In im Golden Gate Park im Januar 1967. Bei ihren ersten Gesprächen schlug Beausoleil vor, dass er auch einen Soundtrack für den Film komponieren könnte. 
Anger begann mit den Dreharbeiten zu Lucifer Rising in seinem typischen, fragmentarischen Stil. Beausoleil äußerte seine Frustration darüber, dass Anger mehr Zeit damit verbrachte, über das Projekt zu sprechen, als tatsächlich einen Film zu drehen. Dieses frühe Filmmaterial mit Beausoleil in der Hauptrolle wurde stattdessen in einem anderen Film von Anger verwendet, Invocation of My Demon Brother. Einen Auftritt in dieser Filmversion hatte auch Anton Szandor LaVey, der Gründer der Church of Satan. Die Beziehungen zwischen Anger und Beausoleil wurden immer angespannter, und letzterer beschloss nach Streitigkeiten, Angers Wohnung zu verlassen, wobei er später behauptete, er habe nur seinen eigenen Besitz mitgenommen. Anger teilte der Untergrundzeitung Berkeley Barb mit, dass in sein Haus eingebrochen worden sei und dass seine Kamera, seine Requisiten und sein Filmmaterial für Lucifer Rising gestohlen worden seien. Anschließend behauptete er, Beausoleil sei für den Diebstahl des Filmmaterials verantwortlich. Beausoleil wies die Anschuldigung zurück und das Filmmaterial blieb verschollen.
1968 reiste Anger nach Großbritannien, wo er nach potenziellen neuen Geldgebern für seine Arbeit suchte. In London verkehrte er in den Kreisen von Robert Fraser und seiner Indica Gallery in Mayfair, wo er den Milliardär John Paul Getty II. kennenlernte, der ein wichtiger Mäzen werden sollte. In diesem Kreis lernte Anger auch die Rockband The Rolling Stones kennen und freundete sich mit dem Leadsänger Mick Jagger und dem Gitarristen Keith Richards sowie deren jeweiligen Freundinnen Marianne Faithfull und Anita Pallenberg an. Jagger war von Anger fasziniert und erkannte, dass der Okkultismus das Potenzial hatte, eine Gegenkulturbewegung zu inspirieren. Jagger erklärte sich bereit, Musik für Angers Film zu schreiben, die jedoch letztlich für Invocation of My Demon Brother verwendet wurde. Anger bot Jagger auch die Rolle als Lucifer in dem Film an. Nach den katastrophalen Ereignissen des Altamont Free Concert im Dezember 1969, bei dem ein mit einer Handfeuerwaffe bewaffneter Fan von den Hells Angels getötet wurde, begann Jagger, sich von Anger zu distanzieren. Sein Bruder Chris Jagger erhielt die Rolle als Lucifer und seine damalige Freundin Marianne Faithfull spielte die Göttin Lilith.
Um die Aufmerksamkeit der Presse auf sich zu ziehen, arrangierte Anger ein Fotoshooting in seiner Kellerwohnung, bei dem eine Reihe anderer Filmregisseure anwesend waren, darunter Donald Cammell, Dennis Hopper und Alejandro Jodorowsky. Anger drehte acht Minuten Material, in dem er die Rolle eines Magus spielte, der um einen magischen Kreis tanzte; er nannte dies Lucifer Rising, Part I und nutzte es, um die staatliche britische National Film Finance Corporation davon zu überzeugen, ihm 15.000 Pfund für die Fertigstellung des restlichen Films zu geben, wobei die Förderung des okkulten Filmes Kontroversen in der konservativen Presse auslöste. Mit dieser finanziellen Unterstützung flog Anger die Darsteller sowohl zu den Exernsteinen in Deutschland als auch nach Ägypten, um weiteres Filmmaterial zu sammeln. Der Evening Standard schickte einen Reporter, der einen Artikel über die Dreharbeiten in Ägypten schrieb. Während der Dreharbeiten kam es zu Streitigkeiten, die dazu führten, dass Chris Jagger die Hauptrolle als Lucifer entzogen wurde.
Zurück in London lernte Anger Jimmy Page von der Rockband Led Zeppelin bei einer Auktion kennen, bei der sie beide für ein Erinnerungsstück von Aleister Crowley boten. Page freundete sich mit dem Filmemacher an und lud ihn ein, in seinem schottischen Haus am Ufer des Loch Ness, Boleskine House, zu wohnen, das einst Crowley gehört hatte. Kurz darauf überzeugte Anger Page, den Soundtrack für Lucifer Rising zu komponieren und Page ließ Anger in seine Londoner Wohnung einziehen. Im April 1973 gestattete Anger die Vorführung eines Teils des Filmmaterials bei einem öffentlichen Auftritt an der State University of New York in Buffalo. Im Oktober 1976 geriet Anger jedoch in einen Streit mit Page's Partnerin Charlotte, die ihn aus ihrem Londoner Haus warf. Es kam zu einem öffentlichen Streit zwischen Page und Anger, der zum Ausscheiden von Page aus dem Projekt führte. 
Als er erfuhr, dass Page aus dem Projekt entfernt worden war, schrieb Beausoleil (der inzwischen wegen seiner Beteiligung an den Morden der Manson Family zu einer lebenslangen Haftstrafe verurteilt worden war) an Anger aus dem Gefängnis, um seine Dienste für die Fertigstellung des Soundtracks anzubieten. Mithilfe eines Gefängnislehrers gelang es ihm, die notwendigen Musikinstrumente und Aufnahmegeräte zu beschaffen und das Freedom Orchestra zu gründen. Anger besuchte ihn im Gefängnis, um mit ihm über das Projekt zu sprechen. Er behauptete nun auch nicht mehr, Beausoleil habe ihn bestohlen, sondern beschuldigte nun unbekannte Jugendliche des Diebstahls. Bobby Beausoleil veröffentlichte schließlich 1980 seinen 44-minütigen Soundtrack zu Lucifer Rising.

## Inhalt
Der knapp halbstündige Film zeigt eine symbolisch aufgeladene, nicht-lineare Abfolge von Bildern, die mythologische und okkulte Themen behandeln. Im Zentrum steht die Figur Lucifers, dargestellt nicht als Teufel, sondern als Lichtbringer und Repräsentant eines neuen spirituellen Zeitalters. Der Film beginnt mit Aufnahmen gewaltiger Naturkräfte wie Vulkanausbrüchen und aufgewühltem Meer, die einen Übergang oder eine kosmische Umwälzung andeuten. Darauf folgen Szenen an rituellen Orten wie den ägyptischen Pyramiden, Stonehenge und Externsteine. Dort erscheinen Figuren aus der ägyptischen Mythologie: Isis, Osiris, Horus und andere archetypische Gestalten. Lucifer selbst wird als eine jugendliche, androgyn wirkende Gestalt dargestellt, die eine Art spirituelle Wiederkehr verkörpert.
Die Figuren führen zeremonielle Handlungen aus, die an magische Rituale erinnern, aber ohne erklärenden Dialog oder klassische Handlung. Die Bildsprache ist bewusst langsam, meditativ und von starkem Symbolismus geprägt. Musik und Bild verschmelzen zu einer tranceartigen Erfahrung, was durch die Wirkung des Soundtracks noch verstärkt wird. Der Film endet mit der Erhebung Lucifers, was als Beginn eines neuen Zeitalters gedeutet werden kann – das sogenannte „Zeitalter des Horus“ in Anlehnung an die Theorien Aleister Crowleys.

## Rezeption
Lucifer Rising stieg zu einem Kultfilm der Gegenkultur und zu einem ihrer wichtigsten Undergroundfilme auf. Der Film gilt hinsichtlich Ästethik und Musik stilgebend. Ihm wurde sowohl Einfluss auf andere experimentelle Filmemacher wie David Lynch als auch auf Musikgruppen wie Angel Witch, Venom, Pagan Altar, Ufomammut oder Witchfynde zugeschrieben.